# Porte de Cottbus
La Porte de Cottbus (Kottbusser Tor en allemand officiel ou Kotti par bérolinisme) est une place et une ancienne porte à Berlin, au nord-est de Kreuzberg dans l'arrondissement de Friedrichshain-Kreuzberg.
Au-dessus et au-dessous de la place se trouve la station de métro éponyme. Kottbusser Tor est un carrefour de plusieurs rues : au sud la Kottbusser Straße qui descend vers le Kottbusser Brücke au-dessus du Landwehrkanal et devient Kottbusser Damm direction Neukölln et l'Admiralstraße comme rue apaisée qui se poursuit en zone piétonne vers Südstern. Le carrefour est traversé d'est en ouest par la Skalitzer Straße. La Reichenberger Straße traverse Kotti du nord-ouest au sud-est. Au nord l'Adalbertstraße est devenue depuis la chute du mur une voie de circulation privilégiée vers le quartier de Mitte. La Dresdener Straße au nord n'est accessible qu'à pied.
La place est populaire et cosmopolite et peut être agitée. Elle est régulièrement dénoncée comme un lieu de vente de drogue dure et est souvent le lieu de passage de manifestives ou de manifestations politiques.

## Étymologie

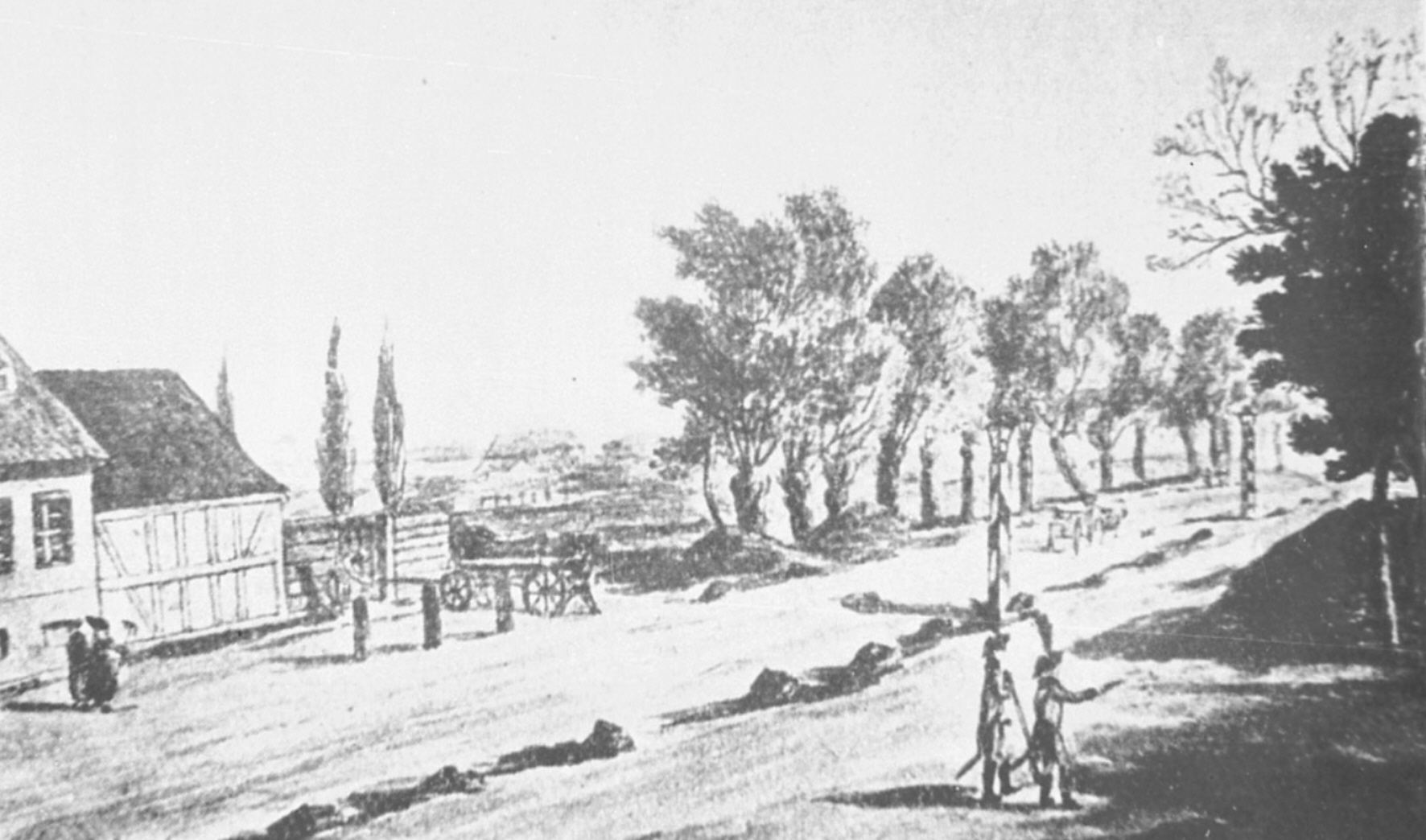
Devant la porte de Cottbus en 1807.

Le nom de la place provient d'une porte qui se trouvait sur le rempart de douane et d'accise de Berlin au XVIIIe siècle et XIXe siècle jusqu'à sa chute dans les années 1860. La porte donnait sur une voie en direction de Cottbus, d'où son nom.
L'orthographe du nom a changé au fil du temps :
- Cottbusserthor (in Grundriß der königl. Residenzstädte: Berlin, Carl Ludwig von Oesfeld, 1789)
- Cottbusser Thor (in Topografische Karte, 1836)
- Cottbuser Tor (in Pierer’s Conversationslexikon, 6. Auflage, Berlin, 1875)
- Kottbuser Tor (in Beilage zum Berliner Adreßbuch, Verlag: Julius Straube, 1893)
- Cottbuser Tor (in Pharus Plan Berlin, Pharus Verlag GmbH, 1921)
- Kottbuser Tor (in Sanwald Plan Berlin, Karl Sanwald, 1926)
- Kottbusser Tor (in Westermanns Plan von Berlin, Georg Westermann, 1932)

## Historique
Vers le milieu des années 1950, l'architecte Wassili Luckhardt a reconstruit une barre d'immeuble dans le triangle entre l'Admiralstraße et la Kottbusser Straße au sud de la place, tandis que le bâtiment précédent fut demoli. Entre 1962 et 1964, des appartements et des bureaux d'affaires ont été construits pour la Orbis Verwaltungs-Gesellschaft au coin de la Skalitzerstraße et de la Reichenbergerstraße. Ces reconstructions ont peu à peu effacé le style gründerzeit de la place. La transformation s'est poursuivie de 1969 à 1974 avec le Neue Kreuzberger Zentrum (≈ « nouveau centre de Kreuzberg »), une barre d'immeuble à cheval sur l'Adalbertstraße au nord de la place conçue par les architectes Wolfgang Jokisch et Johannes Uhl.
L'immigration turque est assez forte dans le quartier de Kreuzberg, et les magasins de restauration rapide vendant des kebabs fleurissent un peu partout. La zone autour de la porte de Cottbus est une des zones les plus cosmopolites de Berlin, avec une proportion de 55 % d'étrangers, et environ 80 % d'habitants d'origine non allemandes.

### Conflits sociaux
Celalettin Kesim, le secrétaire du centre turque de Berlin et militant communiste né en 1943, s'est fait assassiner sur la place le 5 janvier 1980 par des fascistes turcs et des religieux fondamentalistes. L'artiste turc Hanefi Yeter a érigé une stèle en son honneur sur la place.
Dans les années 1990, Kottbusser Tor était le territoire des 36 Boys (de), une bande de jeunes proche des mouvements autonomes et musicien de hip-hop, qui ont été accusés de se livrer à des activités criminelles. Pendant ces années, les premiers mai qui sont l'occasion de grosses manifestations antifascistes à Kreuzberg, tournaient parfois à l'émeute et aux violences urbaines à Kottbusser Tor. Des initiatives de quartier ont conduit a progressivement calmé la situation, notamment avec la promotion du festival Myfest les premiers mai au nord de Kotti.
La consommation et la vente de drogue sur la place posent aussi problème à certains riverains. Après des années de dialogues entre les riverains et le sénat berlinois, une salle de shoot a été ouverte sur la Dresdener Straße en 2004 pour améliorer la situation des riverains et des toxicomanes. En 2009 le permis n'a pas été renouvelé par la ville et le centre a dû fermer. Les employés du centre ont alors organisé une camionnette mobile sur la place pour remplacer la salle de shoot. En été 2011, les locaux d'une ancienne école ont été prévus par la ville pour la salle de shoot,. Une « initiative citoyenne » (Bürgerinitiative) s'est alors formée pour protester contre le choix de la mairie de prévoir des locaux si éloignés de la place. Malgré les protestations, le conseiller municipal Knut Mildner-Spindler a dit être inflexible.

## Accès
Outre la station de métro, la ligne de bus 140 de Ostbahnhof ↔ Mehringdamm a un arrêt à Kottbusser Tor.

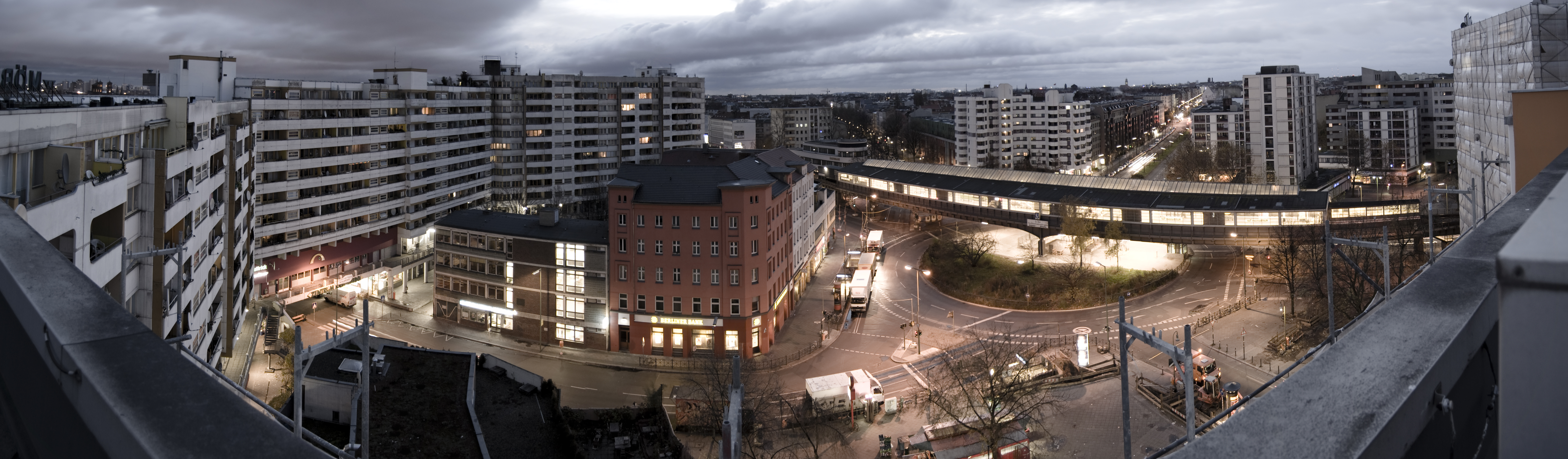
Panorama de Kotti.

## LaPorte de Cottbusdans la fiction
- Dans le film Fucking Berlin (de) de Florian Gottschick sorti en 2016, l'héroïne Sonia (Svenja Jung) habite directement sur la place.